# Flyball

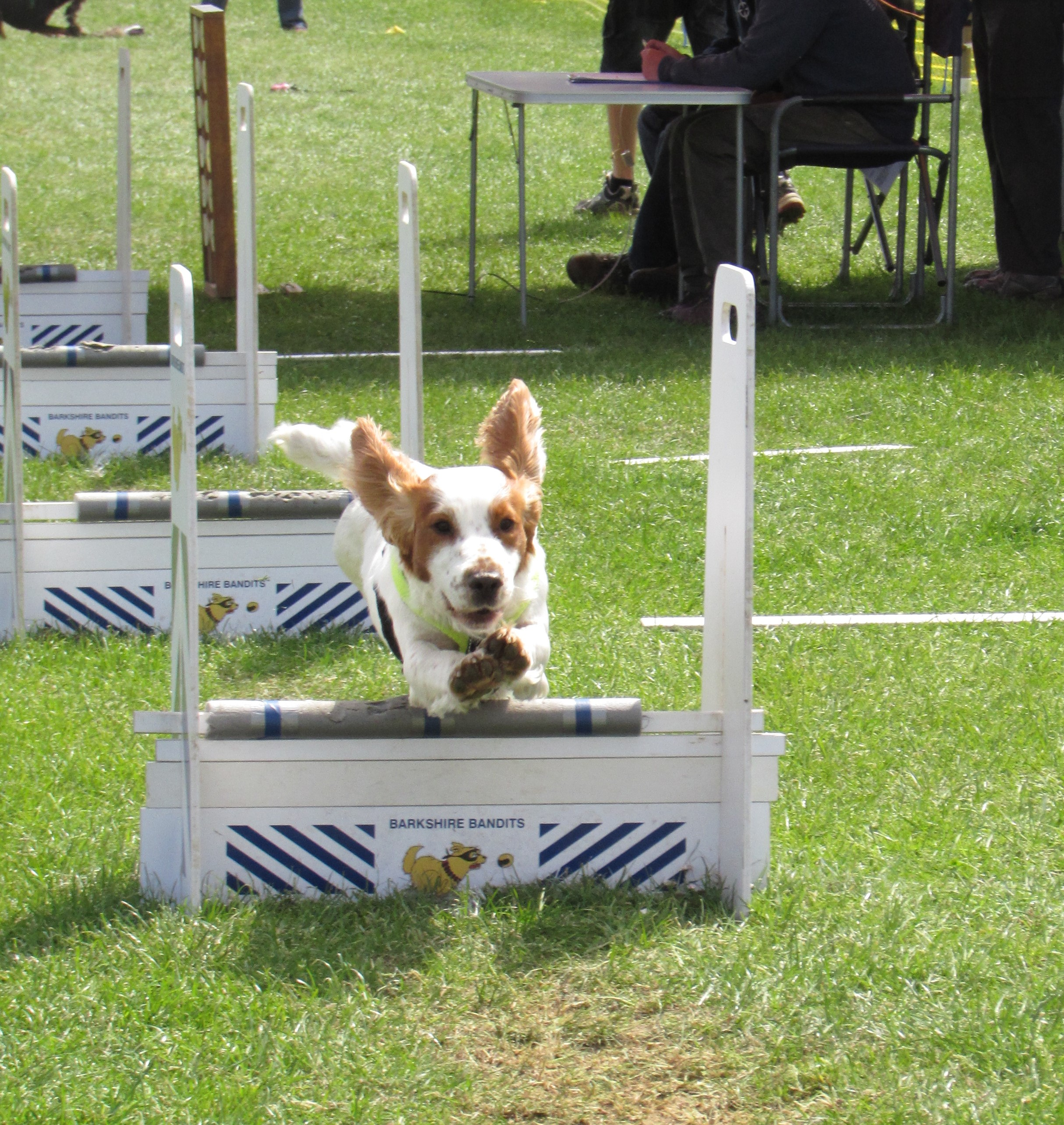
Chien en action lors d'un parcours de flyball.

Le flyball est un sport destiné aux chiens, lors duquel s'affrontent deux équipes de chiens qui doivent franchir le plus vite possible un parcours d'obstacles comportant quatre haies, pour libérer une balle de tennis de la boîte qui la contient et la rapporter ensuite en refranchissant les mêmes haies. 

## Histoire
Le flyball a été inventé à la fin des années 1960-1970 par un groupe d'entraineurs de Californie. La popularité de ce sport s'est fortement développé dans les années 1980, et la North American Flyball Association, créée en 1984, a été la première organisation formée autour de cette activité, pour en fixer les règles et la promouvoir. Le sport a ensuite acquis une notoriété internationale, avec des clubs notamment aux États-Unis, en Afrique du Sud, en Australie et au Royaume-Uni.

## Règles

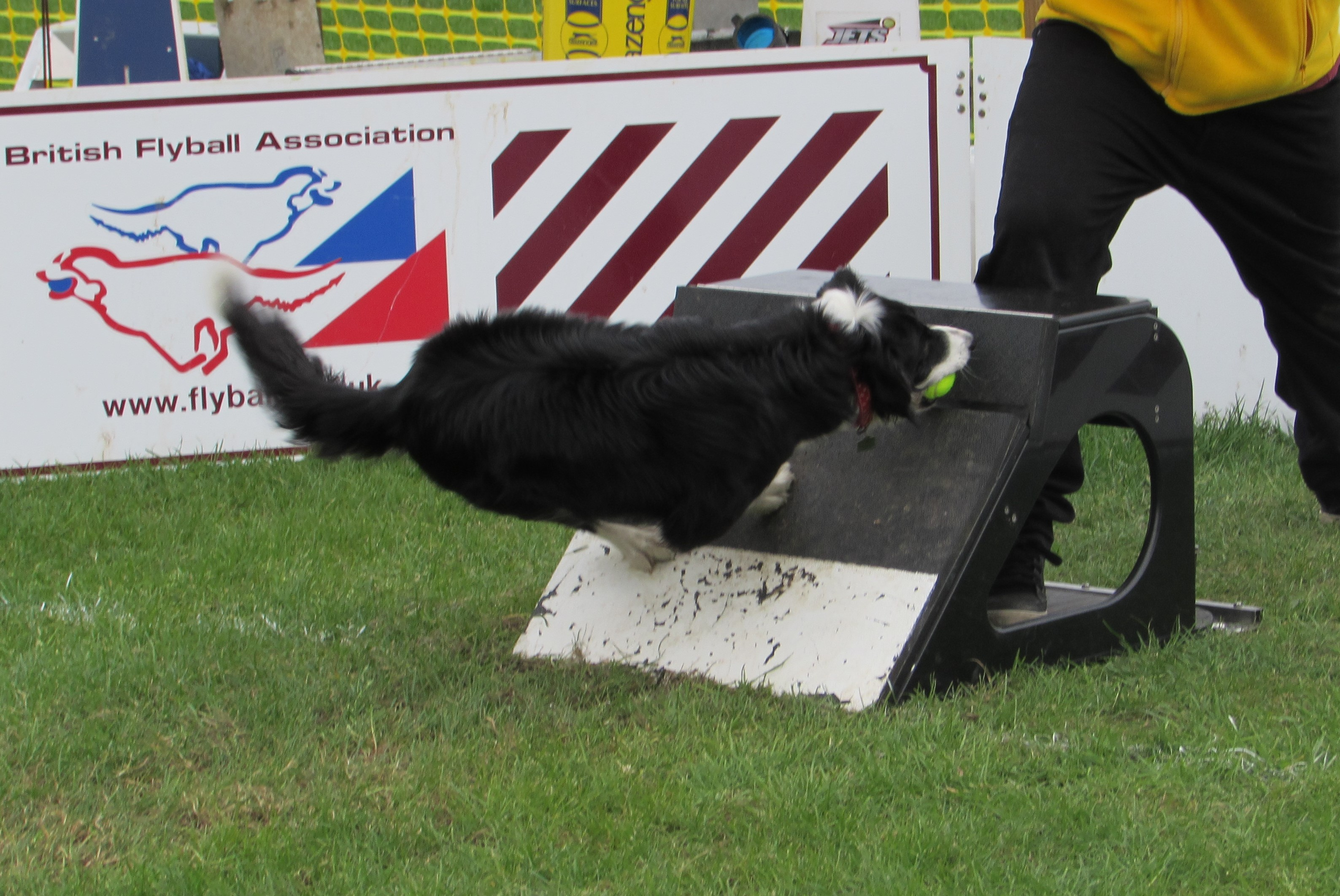
Chien sautant sur la boîte qui contient la balle, pour libérer celle-ci.

Lors d'une partie de flyball, ce sont en principe deux équipes constituées chacune de plusieurs chiens qui vont se livrer à une course de relai, sur deux parcours parallèles composés de quatre haies chacun. Après s'être emparé de la balle, le chien en course doit la rapporter en refranchissant les haies le plus rapidement possible sans laisser tomber la balle.